# Michel Goya
 (novembre 2023).
Si vous disposez d'ouvrages ou d'articles de référence ou si vous connaissez des sites web de qualité traitant du thème abordé ici, merci de compléter l'article en donnant les références utiles à sa vérifiabilité et en les liant à la section « Notes et références ».
Pour les articles homonymes, voir Goya.
Michel Goya, né le 19 avril 1962 à Montaut (Pyrénées-Atlantiques), est un militaire et historien français. Colonel des troupes de marine, il devient ensuite enseignant et auteur spécialisé dans l'histoire militaire et l'analyse des conflits.

## Biographie

### Jeunesse et études
Michel Goya est le fils de Luis Goya Picassari, coureur cycliste professionnel espagnol, et de Jeanne, ouvrière textile.
Il est marié et père de trois enfants,.
Il passe son baccalauréat série A (lettres) en 1980, puis étudie entre 1980 et 1983 en classe préparatoire littéraire au lycée militaire d'Aix-en-Provence pour préparer le concours d'entrée à l'École spéciale militaire de Saint-Cyr auquel il échoue . Il obtient finalement un DEUG de lettres modernes à l'université d'Aix-Marseille en 1983, au sein de la faculté des arts et des lettres.
Il obtient son diplôme d’état-major et son certificat militaire de langue anglaise du 2e degré en 2000, puis son brevet d’études militaires supérieures technique (BEMS/T) en 2003. Il fait partie de la promotion 2003-2004 du Collège interarmées de Défense (École de guerre) à l’École militaire à Paris.
Il soutient un DEA en histoire moderne et contemporaine en 2003, puis son doctorat en histoire moderne et contemporaine en 2008 à l'université Paris IV.

### Parcours professionnel
Engagé dans l'armée de Terre en 1983, il intègre le groupement de qualification des sous-officiers à l'École d'application de l'infanterie de Montpellier de 1983 à 1984. Il est nommé sergent, avec fonction de chef de groupe (puis de sous-officier adjoint) de 1984 à 1988, au 170e régiment d’infanterie d'Épinal. D'octobre 1985 à avril 1986, il est envoyé à Nouméa avec son groupe pour protéger les sites sensibles, dans le contexte des tensions entre Néo-Calédoniens.
Admis en 1988 à l'École militaire interarmes de Saint-Cyr Coëtquidan, il en sort major de la promotion Valmy en 1990. Nommé lieutenant en 1990, il choisit les troupes de marine.
Il sert ensuite au 21e régiment d’infanterie de marine (21e RIMa) de Fréjus, comme chef de section, de 1991 à 1994. Il est engagé avec sa section au Rwanda pendant l'opération Noroît de juin à août 1992 ; puis il participe à la Force de protection des Nations unies (FORPRONU) à Sarajevo, alors assiégée, de juillet 1993 à janvier 1994.
Promu capitaine en 1994, il est affecté au régiment d'infanterie de marine du Pacifique - Nouvelle-Calédonie caserné au camp de Nandaï (près de Bourail), de 1994 à 1996. Il est muté ensuite au 2e régiment d’infanterie de marine (2e RIMa) caserné au camp d'Auvours (près du Mans), où il exerce les fonctions d'officier adjoint, puis de commandant de compagnie et enfin de rédacteur au bureau opérations instruction, de 1996 à 2001. Il est de nouveau présent à Sarajevo d'octobre 1996 à mars 1997 au sein de l'Implementation Force (IFOR) puis de la Force de stabilisation (SFOR) comme officier adjoint. Il participe à l'opération Cigogne en République centrafricaine de février à avril 1998.
Enfin, il commande la compagnie forêt du 9e régiment d'infanterie de marine (9e RIMa), chargée de la surveillance le long du fleuve Maroni, de juillet à septembre 1999. Il est promu au grade de chef de bataillon en 2001.
Après cette expérience opérationnelle, Michel Goya est muté en 2004 au Centre de doctrine d'emploi des forces (CDEF) à l’École militaire, comme officier traitant à la division recherche de retour d’expérience (DREX) chargé de la zone Asie, Moyen et Proche-Orient. Il est promu au grade de lieutenant-colonel en 2005. En 2007, il devient assistant militaire du chef d'état-major des armées sur les questions de doctrine puis en 2009 directeur du domaine « nouveaux conflits » à l'Institut de recherche stratégique de l'École militaire (IRSEM),. Il est promu au grade de colonel en 2009.
En parallèle, il enseigne à l'École pratique des hautes études de 2008 à 2013 ; il est titulaire de la chaire d'histoire militaire à l'École de guerre de 2011 à 2013. Il assure aussi des cours à Sciences Po Paris de 2012 à 2016, à l'Institut de relations internationales et stratégiques (IRIS) de 2014 à 2019 et à l’IPAG Business School depuis 2016.
C'est un spécialiste de la guerre moderne, de l'innovation militaire et du comportement au combat. Son livre La Chair et l'Acier se centre sur l'évolution des tactiques  au cours de la Première Guerre mondiale. Il développe des analyses du conflit entre la Russie et l'Ukraine en 2022, et devient alors consultant défense de BFM TV,. Pendant cette guerre, il publie régulièrement sur son blog La voie de l'épée des analyses sur l'évolution militaire du conflit, qu'il partage également sur son compte Twitter.
Il est membre du comité éditorial de la revue bimestrielle Guerres & Histoire lancée en 2011. 
Il est docteur en histoire contemporaine.

## Récompenses et distinctions

### Décorations
- Chevalier de la Légion d'honneur
- Croix de la Valeur militaire avec étoile de bronze
- Croix du combattant
- Médaille d'Outre-Mer avec agrafe
- Médaille de la Défense nationale, échelon or avec agrafe
- Médaille de reconnaissance de la Nation avec agrafe
- Médaille commémorative française avec agrafe

et autres décorations de pays étrangers.

### Prix
- Prix du Guesclin - Trophée de la Mairie du 8e (2018)
- Mention spéciale au Prix littéraire de l'Armée de terre - Erwan Bergot (2014)
- Prix des lecteurs du Service historique de la Défense (première édition, 2021)
- Prix des cadets de Saint-Cyr (2023)

## Publications
- La Chair et l'Acier : L'Armée française et l'invention de la guerre moderne, 1914-1918, Paris, Éditions Tallandier, 2004, 479 p. (ISBN 978-2-84734-163-8).
- Irak : les armées du chaos, Paris, Economica, coll. « Stratégies & doctrines », 2009, 2e éd., 292 p. (ISBN 978-2-7178-5698-9).
- L'Afghanistan, Paris, Éditions Tallandier, coll. « Contemporaine », octobre 2010.
- Res militaris : de l'emploi des forces armées au XXIe siècle, Paris, Economica, coll. « Stratégies & doctrines », 2010, 263 p. (ISBN 978-2-7178-5833-4).
- Israël contre le Hezbollah : chronique d'une défaite annoncée, 12 juillet-14 août 2006 (avec Marc-Antoine Brillant), Monaco, Éditions du Rocher, coll. « Lignes de feu », 2013, 177 p. (ISBN 978-2-268-07442-9).
- Philippe Pétain : le versant stratégique (avec Olivier Entraygues), Argos, coll. « Maitres de la stratégies », 2014, 160 p. (ISBN 978-2-366-14019-4).
- L'Invention de la guerre moderne : du pantalon rouge au char d'assaut, 1871-1918, Paris, Éditions Tallandier, coll. « Texto / le goût de l'histoire », 2014, 479 p. (ISBN 979-10-210-0460-3).
- Sous le feu : La mort comme hypothèse de travail, Paris, Éditions Tallandier, 2014, 266 p. (ISBN 979-10-210-0430-6).
- Les Vainqueurs : Comment la France a gagné la Grande Guerre, Paris, Éditions Tallandier, 2018, 348 p. (ISBN 979-10-210-2541-7)  — Trophée de la mairie du 8e - Prix du Guesclin 2018[10].
- S'adapter pour vaincre : Comment les armées évoluent, Paris, Perrin, 2019, 432 p. (ISBN 978-2-262-08111-9).
- (en) Flesh and Steel During the Great War : The Transformation of the French Army and the Invention of Modern Warfare (trad. Andrew Uffindell), Barnsley, Pen and Sword Military, 2020, 224 p. (ISBN 978-1-4738-8696-4).
- Une révolution militaire africaine : lutter contre les organisations armées en Afrique subsaharienne, Amazon, 2020[isbn= 978-1-07788478-6 (ASIN B07L7BHMCR).
- Les Vainqueurs : comment la France a gagné la Grande Guerre, Paris, Éditions Tallandier, coll. « Texto », 2020, 320 p. (ISBN 979-10-210-4621-4).
- Le Temps des guépards : la Guerre mondiale de la France de 1961 à nos jours, Paris, Éditions Tallandier, 2022, 368 p. (ISBN 979-10-210-3887-5)[11],[12],[13],[14]
- L'Ours et le Renard : Histoire immédiate de la guerre en Ukraine (avec Jean Lopez), Paris, Perrin, 25 mai 2023 (ISBN 978-2-262-10510-5).
- L'Embrasement : Comprendre les enjeux de la guerre Israël-Hamas, Paris, Perrin | Robert Laffont, 14 mars 2024, 240 p. (ISBN 978-2-221-27544-3, OCLC 1429557670).